# 溫德姆斯普林斯 (阿拉巴馬州)
溫德姆斯普林斯（英語：Windham Springs）是位於美國阿拉巴馬州塔斯卡盧薩縣的一個非建制地區。該地的面積和人口皆未知。

## 地理
溫德姆斯普林斯的座標為33°29′29″N 87°29′55″W / 33.49139°N 87.49861°W，而該地的平均海拔高度為121米（即400英尺）。